# Víctor Hugo Moreno (beisbolista)
Víctor Hugo Moreno (Puerto Cabello, Venezuela, 10 de junio de 1979). Apodado, "Brazo e' Goma" es un beisbolista profesional venezolano que jugaba en la posición de lanzador. Anunció su retiro antes de comenzar la campaña 2015-2016 en Venezuela, cuando jugaba la ronda Final con su último equipo como profesional, el Rimini Baseball Club de Italia, siendo su última temporada en la LVBP la 2014-2015. Su último equipo en la Liga Venezolana de Béisbol Profesional fue Cardenales de Lara, adonde llegó procedente de los Tigres de Aragua cuando este lo dejó en libertad, después de haber pertenecido por 12 años. En Liga Mexicana de Béisbol fue sublíder en Salvamentos en la temporada 2012. Además asistió con Venezuela al Clásico Mundial de Béisbol de 2006 y 2009.

Fue pieza fundamental en la Década de Oro de los Tigres de Aragua donde obtuvieron 6 campeonatos en 9 finales, Pitcher Favorito del mánager Buddy Bailey para rescatar los innings más graves, en especial cuando había bases llenas sin out.

## Carrera
Fue firmado por la organización Arizona Diamondbacks en 1997 y actuó en la Arizona League (rookie) durante 1999.
Pasó a la organización Philadelphia Phillies en 2001 y al año siguiente fue promovido al Batavia Muckdogs, sucursal clase A en la NY-Pennsylvania League.
En 2003 entró a formar parte de la organización Minnesota Twins, actuando en las sucursales A (Fort Myers), AA (New Britain) y AAA (Rochester Red Wings) hasta 2005, cuando firmó con Sacramento River Cats (sucursal AAA de Oakland Athletics en la Pacific Coast League). Con este equipo jugó dos campañas y dejó una marca total de 9 ganados, 6 perdidos y 6 salvados en 174 innings.
A principios de 2006, es convocado por el mánager Luis Sojo para integrar la selección venezolana que participó en el Clásico Mundial de Béisbol de ese año, reforzando el personal de relevistas.
En 2007 firmó con Norfolk Tides (sucursal AAA de Baltimore Orioles en la International League) y jugó en 39 ocasiones, con 2 ganados, 5 perdidos y una efectividad total de 5.06.
En 2008 firmó por una temporada con Diablos Rojos del México de la Liga Mexicana de Béisbol, uniéndose a sus compatriotas Rosman García y Roberto Petagine. Su actuación esa temporada no fue buena, permitiendo 10 carreras en 6 innings lanzados. El México lo liberó a final de temporada.
En 2009 viaja con su equipo, Tigres de Aragua, a la Serie del Caribe 2009 en Mexicali, donde los Tigres se titulan campeones. Luego vuelve a participar representando a la selección de Venezuela en el Clásico Mundial de Béisbol 2009, donde obtiene el tercer lugar. Comienza el año jugando para Piratas de Campeche, equipo con el que mejoró su desempeño en la LMB al salvar 4 juegos y perder 1 en 10 apariciones, antes de firmar un contrato con el UGF Fortitudo Bologna de la Italian Baseball League en mayo de ese año. Con el Bologna obtiene el Scudetto de la IBL en la temporada 2009 y el subcampeonato en la temporada 2010, además de ganar el Final Four de béisbol disputado en Barcelona, España, en ese año. En ambas temporadas con Fortitudo dejó un excelente registro de 8 salvados, 56 ponches y una efectividad total de 0.56 en 32.1 innings.
A comienzos de 2011, la organización Detroit Tigers le ofrece un contrato de ligas menores con opción de asistencia al entrenamiento primaveral del equipo mayor, pero luego lo rescinde en marzo de ese año, dejándolo nuevamente libre para firmar un contrato con Bologna por una temporada más.
En 2012 firma para los Acereros de Monclova en Liga Mexicana de Béisbol y en esa misma temporada logra el subcampeonato personal en juegos salvados con 28.
En 2013 renovó su contrato en la Liga Mexicana de Béisbol con los Acereros de Monclova.